# Daniël Kinget
Daniël Amand Cornelius Kinget (Zoutenaaie, 28 september 1924 – Veurne, 21 januari 2019) was een Belgisch burgemeester.

## Biografie
Daniël Kinget was de zoon van landbouwer Oscar Kinget, die meer dan twee decennia burgemeester van Zoutenaaie was. Hij volgde zijn vader op en werd burgemeester in 1959. Hij bleef burgemeester tot 1970, waarna Zoutenaaie een deelgemeente werd van Veurne. Kinget was zo de laatste burgemeester geweest van Zoutenaaie, in die tijd de kleinste zelfstandige gemeente van België.
Hij overleed op 21 januari 2019 in Veurne.